# Неприлагођени (ТВ серија)
Неприлагођени (енг. Misfits) је британска серија која је почела да се емитује на каналу Е4 2009. године.
У серији се радња врти око групе младих преступника осуђених да раде у заједници, где стичу натприродне моћи након чудне олује.

## Продукција
Серија је почела да се емитује 12. новембра 2009. на каналу Е4. У САД-у је тек приказивана јуна 2011. године на Хулу. 
Снимање друге сезоне је почело 24. маја 2010. године у југоисточном Лондону.  Друга сезона је почела да се приказује исте године, новембра.
Трећа сезона је почела са емитовањем 30. октобра 2011. а завршена је 18. децембра 2011. Четврта сезона је премијерно приказана у октобру 2012. године а пета у октобру 2013.

## Улоге
- Иван Реон као Сајмон Белами
- Роберт Шиен као Нејтан Јанг
- Лорен Соча као Кели Бејли
- Нејтан Стјуарт Џарет као Куртис Донован
- Антонија Томас као Алиша Денијелс
- Џо Гилгун као Руди Вејд
- Карла Кром као Џес
- Нејтан МекМален као Фин Симсон
- Наташа О' Киф као Еби Смит
- Мет Стоко као Алекс

## Епизоде

### Сезона 1
| Бр. еп. | Наслов    | Премијера          | Гледаност у Уједињено Краљевство (милиони) |
| --- | --------- | ------------------ | ------------------------------------------ |
| 1 | Епизода 1 | 12. новембар 2009. | 0,78                                       |
| Нејтан, Кели, Куртис, Алиша, Сајмон и Гари су група несретника која немају ништа заједничко осим програма добротворног рада с којим су се нашли у њиховом локалном центру за разне злочине и прекршаје. Кад их првог дана група ухвати у чудној олуји, неки од њих открију да имају супермоћи. Олуја такође утиче на њиховог пробног радника, Тонија, давајући му супер снагу и мржњу према анти-социјалним особама које он надгледа. После убиства Герија, он напада остале "неприлагођене". Кели га убија у самоодбрани и они одлучују сахранити Гарија и Тонија испод надвожњака. |           |                    |                                            |
| 2 | Епизода 2 | 19. новембар 2009. | 0,73                                       |
| Нејтан, Кели, Куртис, Алиша и Сајмон су у дому за старије особе као део рада у заједници. Током плеса за старије особе, Нејтан се среће и заљубљује у Рут, лепу младу волонтерку (која је у ствари 83-годишња жена која је захваљујући олуји успела да поново постане млада особа). Куртис и Алиша настављају флерт, док Сајмон на интернету упозна мистериозну девојку са надимком "Shygirl18", који показује интересовање за његове видео снимке (посебно видео олују која је "неприлагођенима" дала моћи). У међувремену, целој групи неко прети, јер је неко почео остављати поруке у својим ормарима: неко други зна шта се догодило са мртвим службеником. |           |                    |                                            |
| 3 | Епизода 3 | 26. новембар 2009. | 0,68                                       |
| Алиша се забавља као и обично, користећи своју моћ како би имала сексуални утицај над дечацима. Међутим, једини мушкарац кога она стварно жели је Куртис, и он и он је свестан њене моћи. У међувремену, Сајмонова веза са "Shygirl18" цвета, али открива се да је она заправо Сали, нова пробна радница и Тонијева вереница, која сумња да су они некако умешани у његову смрт. |           |                    |                                            |
| 4 | Епизода 4 | 3. децембар 2009.  | 0,68                                       |
| Куртис се суочава са бившом девојком Сем, која га оптужује да јој је уништио живот - њих двоје су ухваћени с кокаином у локалном ноћном клубу и она је отишла у затвор на шест месеци. Куртисова натпросечна сила помаже му да врати време како би поправио везу са Сем. Епизода се завршава тако што Сали претражује ормариће "неприлагођених", проналазећи Тонијеву кредитну картицу у Сајмоновом џепу од фармерки. |           |                    |                                            |
| 5 | Епизода 5 | 10. децембар 2009. | 0,67                                       |
| Нејтан постаје жртва деветомесечне бебе - Фина, која је добила моћи током олује. Нејтан се понаша као да је отац том детету док Кели схвата шта се дешава и убеђује Финову мајку да нађе правог оца детету и да му омогући да се стара о њему. Епизода се завршава тако што Сали и даље одржава везу са Сајмоном како би открила нешто о смрти њеног бившег вереника. Откривајући видео на Сајмоновом телефону који приказује њихову улогу у Тонијевој смрти, он се бори са Сали и случајно је убија кад је баци на врата. |           |                    |                                            |
| 6 | Епизода 6 | 17. децембар 2009. | 0,66                                       |
| Банда примећује да су локални младићи чудно престали да пију алкохол, узимају дроге или имају секс. Очигледно да је ово узрокована култном организацијом која се зове "Врлина", којом управља Рејчел, мистериозна девојка са заповедничком снагом и која је добила моћ сугестије током олује. Нејтан се суочава с њом пиштољем, док се невидљиви Сајмон појављује на крову и гура је да падне са крова зграде. Иако њена смрт повећава утицај на све остале, успева да делимично ухвати Нејтана који такође пада и удара се о гвоздену ограду испод. Епизода се завршава тако што је Нејтан добија свест у свом сандуку презадовољан откривањем његове моћи - бесмртности, и тек тад схвати да је жив запаљен. Ова епизода такође представља енигматичну фигуру у дуксу на BMX бициклу чији ће значај бити откривен у сезони 2. |           |                    |                                            |

### Сезона 2
| Бр. еп. | Наслов                     | Премијера          | Гледаност у Уједињено Краљевство (милиони) |
| --- | -------------------------- | ------------------ | ------------------------------------------ |
| 1 | Епизода 1                  | 11. новембар 2010. | 1,42                                       |
| Сали за коју се претпоставља да је нестала, нови пробни радник по имену Шон преузима њене дужности. Група баца Салиино тело у језеро док их момак са бициклом прати. Он их води до Нејтановог гроба где Кели чује Нејтанове мисли и група га откопава. Час уметничком часу терапије за психички болесне одржава се у друштвеном центру а чини се да је једна од пацијената, Луци, опседнута Сајмоном. Луци има способност да се обликује, претварајући се у особе из групе, изазивајући велику збрку. Она то заправо ради како би их завадила против Сајмона. Она и Сајмон су имали неке односе у прошлости. |                            |                    |                                            |
| 2 | Епизода 2                  | 18. новембар 2010. | 1,31                                       |
| Појављује се странац и тврди да је Нејтанов полубрата, Џејми; главни заплет епизоде прати Џејми и Нејтан који проналазе оца и умирују раздор. У међувремену, група открива више о момку са дуксом, укључујући Сајмона које је успео да сазна где живи. Куртис одлази у будућност, у којој стоји на крову одјвен као суперхерој и почиње љубити непознату младу жену (Ники) с којом, чини се, има везу - испоставило се да стан где живи момак с дуксом припада њој. |                            |                    |                                            |
| 3 | Епизода 3                  | 25. новембар 2010. | 1,37                                       |
| Њихов равнодушни пробни радник је групу оставио да чисте смеће. Након посла, Алиша је изостављена од шпијунирања тајанственог момка са дуксом који може додирнути њену кожу, а да притом на њега не утиче њена моћ. Радознала Алиша открива прави идентитет момка са дуксом - он је Сајмон из будућности и он јој говори да ће се једног дана заљубити једно у друго. Збуњена и престрашена, она прећути ово групи. У међувремену, Куртис одлази да посети жену са крова, Ники, али сусрет иде лоше. Нејтан и Сајмон прате Кели у салон за тетоваже, где Нејтанови џипови нервирају Винса, тату мајстора који, чини се, има неку моћ. Винс може људима давати тетоваже и шта год да се налази на тетоважи, то ће се десити особама које их носе. Због тога се Нејтан заљубљује у Сајмона. |                            |                    |                                            |
| 4 | Епизода 4                  | 2. децембар 2010.  | 1,42                                       |
| Групи се придружује дечак по имену Оли, који открива да се може телепортовати. Док скупаљају смеће, прилазе им наизглед очајан човек звани Тим који верује да је главни лик насилне видео игре, тражећи освету злочинцу по имену Конти, који му је наводно украо новац. Група игра ту видеоигру и закључују да ће, ако следе његов план, игра завршити и Тим ће их оставити на миру. Будући Сајмон убијен је у сукобу, говорећи Алисхи док умире да је то што се Алиша заљубила у њега оно што је садашњег Сајмона претворило у будућности. |                            |                    |                                            |
| 5 | Епизода 5                  | 9. децембар 2010.  | 1,43                                       |
| Нејтан случајно наилази на девојку Џесику која се пресвлачи у свлачионици. Одједном се светла угасе и Нејтана брутално претуку до смрти, али преживљава због своје моћи бесмртности. Касније, Џесица и Сајмон успостављају везу упркос Нејтановим упозорењима, чинећи Алисху љубоморном. Кели упознаје Бруна, човека кога је олуја веома променила јер је некада био горила. |                            |                    |                                            |
| 6 | Епизода 6                  | 16. децембар 2010. | 1,59                                       |
| На дан олује, радник кафића по имену Брајан, који није задовољан својим дневним послом служења људи мликом и сиром, погођен је муњом и добио је моћ манипулације млечним производима. Након што га је усавршио, Брајан не губи време на откривању своје моћи свету и постаје славна особа. Схаун, пробни радник групе, медијима говори о банди, а пре дуго се испред центра заједнице окупљају камере и извештачи. Други људи са моћима почињу излазити у јавност. Дејзи има моћ лечења било које болести, повреде или инвалидитета. Брајан почиње да осећа огорчење и одбацивање, пошто је јавни интерес за њега изгубљен у корист осталих и њихових супериорних сила и на крају у бесу користи своју моћ да убија. У међувремену, Сајмон коначно открива од Алисхе истину о својој и њиховој будућности а банда коначно завршава службу у заједници. |                            |                    |                                            |
| 7 | Божићни специјал—Епизода 7 | 19. децембар 2010. | 1,70                                       |
| Прошла су три месеца од претходне епизоде. Алиша упознаје Сета, човека који има способност уклањања и искориштавања моћи, иако их сам не може користити, само их купује и продаје. Очајна како би се ослободила своје моћи, Алиша је допустила Сету да јој узме моћ бесплатно, а кад она каже другима, сви се слажу да продају своје моћи за по 20.000 фунти. Разочарани викар по имену Елиот чека сам у исповедаоници јер се посетиоци не јављају за његово проповедање. Купује снагу да хода по води од Сета и користи је за стицање новца од стране својих нових следбеника и тако купује више моћи. Један следбеник, Лука, опљачка бар у којем Куртис сада ради. Нејтан, заборављајући да је продао своје моћи, гура Луку да га упуца, али сагне се када га Сајмон подсети да више није бесмртан. Лука испаљује а метак уместо тога погађа Ники и убија је. Њена смрт чини да банда схвати колико су им важне њихове моћи. Они победе Еллиота и узимају му новац тако да они могу откупити своје моћи од Сета, који нуди да им прода све моћи које су му остале. Кели се понуди прва а серија се завршава када јој Сет даје моћ. |                            |                    |                                            |

### Сезона 3
| Бр. еп. | Наслов          | Премијера           | Гледаност у Уједињено Краљевство (милиони) |
| --- | --------------- | ------------------- | ------------------------------------------ |
| / | ''Вегас душо!'' | 15. септембар 2011. | /                                          |
| Нејтан, заједно с Марни и њеном бебом, стижу у Лас Вегас с новом супермоћи која му омогућава да осваји богатство у коцкарници. Након победе и освавајања брдо пара, Нејтан је ухваћен у варању и ухапшен је. У локалном затвору покушава разговарати са Сајмоном једним бесплатним телефонским позивом. Међутим, нови лик, Руди, уместо тога одговара на телефон и затим спушта слушалицу. Нејтана последњи пут видимо како га стражар одводи према ћелији и виче: "Спаси ме, Бари!". Коментар: У овој епизоди се последњи пут појављује Нејтан. |                 |                     |                                            |
| 1 | Епизода 1       | 30. октобар 2011.   | 1,79                                       |
| Сваки члан банде стекао је нове моћи након догађаја из сезоне 2; Сајмон може погледати у будућност, Кели има потпуно знање о ракетној науци, Алиша има облик видовитости који јој омогућава да види шта други људи раде и мисле, а Куртис може по вољи да мења пол. Упознају Рудија, који има моћ да има двојника (који му је, чини се, његова осетљивија страна). Банда се суочава са нестабилном девојком која има способност да замрзне све око себе и прети да ће убити Рудија и Алишу. Касније, Руди и банда су ухваћени са украденим аутомобилом, па их све враћају у заједницу, где је Шон сада фокусиран на њихову рехабилитацију.                                                                                     |                 |                     |                                            |
| 2 | Епизода 2       | 6. новембар 2011.   | 1,63                                       |
| Куртис заобилази забрану бављења атлетиком такмичећи се у свом женском облику "Мел". Док у својој женској форми упознаје Ему, колегу спортисткињу те почиње да се заљубљује у њу. Ема почиње да развија сексуално интересовање за Куртисов алтер его, па Куртис наставља да заводи Ему у његовом женском облику. Назад у центру, банда се суочила с Мел, јер Кели мисли да она и Сајмон имају тајну везу, а сви касније сазнају да је "Мел" у ствари Куртис. Ема сазнаје и Куртис објашњава своју моћ да промени пол како би могао да се такмичи у атлетици и они се мире након тога. |                 |                     |                                            |
| 3 | Епизода 3       | 13. новембар 2011.  | 1,50                                       |
| Сајмон, обучен као момак са дуксом, зауставља пљачку стрипова коју изводи дечко по имену Питер. Завршио је у заједници са "неприлагођенима" због крађе торбе, где су Петер и Сајмон започели повезивање због свог заједничког интересовања за стрипове. Петер почиње да контролише Сајмонов живот, пошто његови цртежи постају стварност и натера Сајмона да раскине са Алишом. Кад Сајмон то схвати, нађе белешку која каже да је Алиша отета и отрчи у складиште само да би је пронашао везану од другог мушкарца у дуксу, за кога се испоставило да је Петер (након што га Сајмон убије). |                 |                     |                                            |
| 4 | Епизода 4       | 20. новембар 2011.  | 1,44                                       |
| Јеврејин који има Куртисову стару моћ из прве две сезоне покушава се вратити у време да убије Хитлера. Хитлер надвлада старца који се враћа у садашњост баш кад му мобилни телефон испадне из џепа, омогућавајући нацистима да развију бољу технологију и победе у рату. У данашње време, нацисти су напали Британију и користе Сета за скенирање људи са моћима како би им отели исте и затим доделили високим рангираним нацистима. Група започиње заједнички рад, нападајући нацисте и спашавајући Сета, док Кели враћа време у нормалу. |                 |                     |                                            |
| 5 | Епизода 5       | 27. новембар 2011.  | 1,30                                       |
| Усред свог рада у заједници, Кели мења тела са Џен, пацијентом из коме, која користи Келино тело да би побегла из болнице и помирила се са својим бившим дечком. Банда почиње да примећује кад се Кели једва јави њима у пролазу. Џен је коначно ухваћена, а банда одвлачи њено тело изазвано комом (у којем је Кели заробљена) до центра заједнице. Сет успева да убеди Џен да се замени а Џенин дечко јој искључује апарате који је одржавају у животу. |                 |                     |                                            |
| 6 | Епизода 6       | 4. децембар 2011.   | 1,50                                       |
| Руди се буди после везе за једну ноћ са женом која има моћ да људима преноси сексуално преносиве вирусе, ужаснут јер је можда заражен. Куртисова моћ је неконтролисано мењао полове и завршава трајно заглављен у женском облику, схватајући да је трудан од употребе исте марамице након што је мастурбирао док је мењао полове. Након што је научио лекцију и одржао говор, жена која је Рудију пренела сексуално преносиву болест је дирнута оним што је Руди рекао и уклања вирусе из њега. У међувремену, Сет проналази снагу васкрсења и убацује је у Куртиса након што му уклони своју моћ и врати га мушки облик. |                 |                     |                                            |
| / | ''Еразер''      | 4. децембар 2011.   | /                                          |
| Еразер, уметник чији графити добијају живот, баца Рудија у паралелни универзум где се Сузи, девојка за коју Еразер тврди да воли, држи против своје воље. Група прати Еразера, и желе спасити Рудија који не губи време користећи ситуацију и заводећи је. |                 |                     |                                            |
| 7 | Епизода 7       | 11. децембар 2011.  | 1,46                                       |
| Након што му је Сет дао нову моћ васкрсавања, Куртис користи своју нову моћ да оживи Сетову мртву бившу девојку, Шенон. Међутим, испоставило се да нова моћ има неочекиване последице када Сханнон почне да пије крв људима. Куртис такође враћа у живот мртву мачку која на крају зарази свог власника, као и групу навијачица. Док се група бори против хорде зомбија, Сет мора бирати између Кели и убијања своје зомби бивше девојке Сханнон. Епизода се завршава тиме што они схватају да је зомби мачка још увек на слободи. |                 |                     |                                            |
| 8 | Епизода 8       | 18. децембар 2011.  | 1,50                                       |
| У завршници сезоне, медијум у центру заједнице оживљава неколико духова. Прве две пробне службенице се враћају на посао, као и Рацхел, која је испрала мозак групи како би постали еванђеоски хришћани у финалу сезоне 1 и верује да сви имају неки „незавршени посао“ који морају обавити пре него што буду у стању да „наставе“. Алиша на крају умре а Сајмон обавести остатак банде да је он био момак са дуском. Да би се вратио у време како би спасио Алисху, Сајмон добија нову снагу од Сета, али се не може вратити у будућност. Сајмон путује временом до почетка шесте епизоде прве сезоне и одлази код Сет да купи моћ која му даје имунитет, омогућавајући му да додирује Алишу и натера да се она заљуби у њега. |                 |                     |                                            |

### Сезона 4
| Бр. еп. | Наслов                        | Премијера          | Гледаност у Уједињено Краљевство (милиони) |
| --- | ----------------------------- | ------------------ | ------------------------------------------ |
| 1 | ''Вирус новца''               | 28. октобар 2012.  | 1,01                                       |
| Нови чланови службе заједнице, Фин и Џес, придружују се тиму и види како се Руди, Сет и Куртис међусобно боре док опсесивно траже несталу актовку пуну новца. Открива се да је необичног човека који је украо актовку превладала похлепа и убио је свог партнера у злочину. Тада га је погодила олуја, због чега је свако ко га је додирнуо стекао снажан, убилачки осећај похлепе за тим новцем. Банда такође упознаје свог новог пробног радника - Грега, строгог човека са проблемима управљања бесом. Приказана је Фин која разговара са Шејдијем, који је везан и заробљен у свом стану. |                               |                    |                                            |
| 2 | ''Живот пса''                 | 4. новембар 2012.  | 1,01                                       |
| У потрази за новим местом за живот, Руди се усељава у Финов стан и на крају пушта Шејди. Фин другима каже да га је везао само зато што га је контролисала својом моћи да га претвори у савршеног дечка. Након што јој Сет одузме моћ, Руди и Фин су избачени из Шејдијевог стана и преселили се у друштвени центар. Лола, нова пробна радница, представљена је и заинтересована је за Куртиса. Џес одмах привлачи новог бармена Алека, али Куртис ју упозорава да је можда геј јер увек одбија девојке. |                               |                    |                                            |
| 3 | ''Лоши момци''                | 11. новембар 2012. | 0,72                                       |
| Руди број три је представљен осталима док је пуштен из затвора, тамо су га послали Руди један и два, и сада је заробио та два Рудија у себи. Он опсесивно прогони Џес, а она му се повери; откривајући своју мрачну прошлост која укључује некадашњи поремећај исхране и покушај самоубиства. Руди три покушава да убије Џес, наводећи да се одувек питао како би било убити некога. Кад га Џес убоде, он пристаје да ослободи Рудија један и два пре него што умре. Куртис постаје предмет Лолиног сексуалног маштарња, Алексова аверзија према девојкама је и даље неразјашњена након што одбије Џесин позив. Фин се нерадо на одлучује на сексуални однос са својом бившом маћехом, што доводи до свађе у којој његов отац открива да он није његов стварни отац.                                                                       |                               |                    |                                            |
| 4 | ''У туђој кожи''              | 18. новембар 2012. | 0,67                                       |
| Када Лола каже Куртису да ју је ударио њен бивши дечко, Куртис одлази до његове куће и случајно га убија. Након што га је оживео ради више информација, Куртис бива уједен и на крају се претвори у зомбија. Испоставило се да је Лола глумица а олуја ју је натерала да постане тај лик - социопата који користи мушкарце. Зомби Куртис у одмазди је угризао Лолу за врат и пуцао је пре него што је постала једна од мртвих. Руди зове Куртиса у покушају да смисли неки алтернативних опција али Куртис каже да постоји само један излаз и пуца себи у главу. |                               |                    |                                            |
| 5 | ''Живот је само једна нит''   | 25. новембар 2012. | 0,76                                       |
| Након што је открио надимак своје биолошке мајке "Анал Мари", Фин коначно проналази свог правог оца Дена и открива да умире од рака. Финова полусестра, Грејс, одржава Дена живим својом снагом. Фин сазнаје да Ден жели да умре сада кад Грејс има Фина који може да пази на њу, а њих двоје разговарају са Грејс да га пусте да умре. Џес се налази са Алексом где он доказује своју хетеросексуалност љубећи је. Касније Алекс сретне мушкарца у уличици и натера га да му покаже пенис. |                               |                    |                                            |
| 6 | ''Слика која прогања''        | 2. децембар 2012.  | 0,76                                       |
| Фин, Руди, Џес и Алек одлазе код једног од Рудијевих колега, Ричарда Саундерса, који прави злогласне журке. Ричардова моћ, у комбинацији са халуциногеним лековима, изазива га да створи џиновског зеца убицу који има голф клуб. Док банда долази на забаву, на челу им се појављује број људи са којима су спавали, а Фин је поносан на свој „1“, а Руди нестрпљив да нађе праву девојку за својих „100“. Руди среће Надин кад се пробуди негде другде у згради и први пут се заљуби, али она одлази одмах у 11 сати и оставља Рудија. Џиновски зец вуче Џес по подруму и заробљава остатак банде, једног за другим, остављајући гостујућег забављача Ебија, који ће ускоро бити члан банде за помоћ у заједници, да их убије. Алекс открива да је неки трансродни мушкарац користио моћ како би заменио његову вагину за Алексов пенис. |                               |                    |                                            |
| 7 | ''Поремећаји идентитета''     | 9. децембар 2012.  | 0,77                                       |
| Еби се пробуди у центру са мамурлуком и наиђе на врло узнемирену трудницу, Тару, која користи своју моћ да пренесе свој фетус у Еби. Надин се појавила у центру заједнице на Рудијево изненађење и након кратког разговора и пољупца између њих двоје, она опет бежи. Прати је банда и откривају да је Надин монахиња. Алекс креће у мисију да поврати свој нестали пенис након што добије информације о смештају тог мушкарца који га има и налази га. Уплашен да му лопов неће вратити пенис, Алекс окреће пиштољ ка себи, све док му га лопов не врати. Тара се враћа у центар како би вратила своју бебу, а Еби невољно пристаје. Еби открива банди да нема сећања ко је она, и да је име Еби Сммит само изабрала да користи. |                               |                    |                                            |
| 8 | ''Цена које се мора платити'' | 16. децембар 2012. | 0,84                                       |
| Руди посећује Надин у њеном манастиру како би јој вратио торбу коју је оставила за собом, али им је речено да се више не могу видети. Надин се ипак искрада да посети Рудија, али сестре су отеле Надин и затвориле је у самостан како не би могла да побегне. Банда успева да провали и спаси Надин, али схвати да њена моћ несвесно позива Четири коњаника апокалипсе када је окружена нескладом. Кад Коњаници замало убију Алекса а банда најави да ће се борити против Коњаника да би је заштитили, Надин се жртвује како би Коњаници нестали. Сезона се завршава сценом где се приказује Алекс на трансплантацији органа где би могао добити неку моћ. |                               |                    |                                            |

### Сезона 5
| Бр. еп. | Наслов                   | Премијера          | Гледаност у Уједињено Краљевство (милиони) |
| --- | ------------------------ | ------------------ | ------------------------------------------ |
| 1 | ''Посесивност''          | 23. октобар 2013.  | 0,80                                       |
| Алекс се опоравља у болници након трансплантације плућа и упозорава га жена да будући да његова нова плућа потичу од особе са супер напајањем, он сада има могућност да сексуалним односима уклони туђе моћи. Жена жели да Алекс има секс са њом, јер ју је олуја неприродно погодила. Фина нападне група извиђача за које се испостави да су Сотонини агенти и да је касније поседован од стране Сотоне након убиства вође извиђача. Затим у све чланове групе уђе демон осим код Алекса. Он касније успева да нокаутом обори Фина и уклони његову сотонску моћ аналним сексом, ослобађајући остале демонског присуства. У међувремену, Руди два похађа групу за подршку супер-моћи коју води старица која може да исприча будућност кроз плетење. Она плете џемпер за Рудија два којем предвиђа да ће се чланови групе претотворити у суперхероје. |                          |                    |                                            |
| 2 | ''Тамна страна''         | 30. октобар 2013.  | 0,58                                       |
| Руди види оца како љуби другу жену, али се не може суочити с оцем док та жена не нестане. Руди открива да је и његов отац погођен олујом и развио моћ сличну Рудијевој. Сви негативни атрибути његовог оца су се одвојили од њега и створили су нову особу, човек који је Руди видео како љуби другу жену. Окрутни двојник Рудијевог оца прети да ће пребити Рудија и његову мајку, али њих је Џес спасила. Еби проналази заборављен шал и заинтригира је мирис. На крају успева да пронађе власника шала, девојку која се зове Лаура, у пабу. Фин је ухваћен како се тушира у друштвеном центру од стране Грега пробног радника. У групи за подршку онима са моћима којој је присуствовао Руди два, нови члан, назван Сем (раније су га Фин и Алекс спасили од мучења), признаје да може да лети. |                          |                    |                                            |
| 3 | ''Фантазмагорија''       | 6. новембар 2013.  | 0,72                                       |
| Еби је започела везу са Лауром. Сећања покренута у присуству Лауре откривају да је Еби Лаурина имагинарна пријатељица, коју је олуја оживела. Лаура је узнемирена и гурнула је Еби али не пре него што је она подсетила Лауру на њену ноћну мору из детињства, чудовиште које се зове "Страшни". Чудовиште је оживело и почиње прогањати Лауру. Еби покушава извршити самоубиство, али Џес је спашава. Лаура је примила Еби назад у свој живот а њих две успевају да убију чудовиште. Еби напушта Лауру у добрим односима. Грег верује да је Фин геј (пошто је видео сексуални чин са Алексом у првој епизоди у сезони) и заљубио се у њега. Фин на балкону, случајно користи своју телекинезу да гурне Грега преко ограде. Фин, Руди и Алекс одлуче да сахране тело, само да би открили да је Грег још увек жив. Њих тројица су поставили Грега у аутомобил, тако да ће сви веровати да је имао аутомобилску несрећу у пијаном стању. Чини се да Грег због тога губи интересовање за Фина. У групи за подршку моћи, Руди два охрабрује Сема да се супротстави својим насилницима.                                                       |                          |                    |                                            |
| 4 | ''Као мождани удар''     | 13. новембар 2013. | 0,78                                       |
| Руди Један се буди и открива да Рудија Два нема. Кад група угледа старца како хода, Руди Један види његове тетоваже и схвата да је то Руди Два. Група сусреће човека чија је моћ да може претворити неког у хомосексуалца. Младић прилази старом Рудију и прети му. Када Руди Два, односно старац има срчани удар, електричарка Хелен снагом електричне енергије га оживљава. Руди Један и Џес одводе Рудија старца у старачки дом, где једна од медицинских сестара препознаје оба Рудија. Док Руди претражује собу стварног старца (г. Џонсон), претећи младић се враћа и покушава убити Рудија Два. Руди Један интервенише и младић признаје да је он млађа верзија господина Џонсона и да има моћ да замењује старости с људима. Млади господин Џонсон замењује године са Рудијем Два. Односи између Рудија и Џес почињу да иду у љубавном смеру. Руди Два приказује Сема "суперхеројског скакача" и он претпоставља да би нестала особа могла бити Руди. |                          |                    |                                            |
| 5 | ''Виртуелна реалност''   | 20. новембар 2013. | 0,69                                       |
| Девојчица по имену Леа има моћ упадати у мозак људи и претворити их у дигитални приказ стварног живота. Фин упознаје девојку из групе за подршку и одлази на састанак с њом након што јој је случајно пљунуо кекс у косу. Кад се поново виде, девојка тврди да нема појма ко је Фин, јер јој је Леа ушла мозак и избрисала сећање. Леа упада у Финов мозак и шаље га у паралелни универзум, где она покушава освојити Фина како би били заједно. Остатак банде нађе правог Фина у несвести на Леином кревету. Алекс краде УСБ који има Фин у себи, омогућавајући тако Фину да се врати у стварни живот. Леа се враћа и упада у Алексов мозак телефонирајући му са Финовог телефона, који је оставио код Лее. Алекс почиње да луди, отима Фина и ноктима гребе Рудија, Џес и Еби баца на под, одакле их касније Хелен ослобађа. Фин и Леа започињу своју везу након што се обоје врате у нормално стање. Руди жели да се састане са Џес, па он снима видео Џес на тоалету у покушају да помогне Фину да је преболи. Руди видео случајно пошаље свим својим контактима, укључујући Џес. Опростила му је и те су се у тој сцени и пољубили. |                          |                    |                                            |
| 6 | ''Смрт саосећањем''      | 27. новембар 2013. | 0,63                                       |
| Као део услуге у заједници, банда мора да брине о групи смртно болесних пацијената. Међутим, чини се да један од пацијената има намеру да превари смрт. Тајанствени Циганин баца чаролију на Алекса након што одбија да помогне девојци у невољи, а Руди Два направи још један корак ближе проналаску несталог суперхероја. |                          |                    |                                            |
| 7 | ''Упркос свим надањима'' | 4. децембар 2013.  | 0,65                                       |
| Како се ближи прва годишњица олује, Руди Два и Еби приређују слављеничку забаву у центру заједнице. Током журке, Руди Два уједињује Карен, Хелен и Сема. Упркос њиховом скептицизму, недуго затим се ова нова банда суочила са својим првим непријатељем - старим пријатељем који се бори да држи своју моћ под контролом и не показује је. Алекс упознаје Сару, која има мистериозну снагу због које је њен живот проклет и бедан. Након што је пристао да јој одузме моћ, Алекс почиње да се заљубљује у њу, све док не открије да неочекивани споредни ефекат његове моћи има погубне последице. |                          |                    |                                            |
| 8 | ''Нови почетак''         | 11. децембар 2013. | 0,72                                       |
| У последњој епизоди, банда открива да је њихов заједнички живот у центру завршен и почињу да размишљају о животу после наранџастих комбинезона. Још увек узнемирена начином на који се Руди односио према њој, Џес тражи утеху другде; међутим, она убрзо открива да њен пратилац има застрашујућу моћ која угрожава њено само постојање. У међувремену, Руди Два открива да Хелен, Карен и Сем нису баш суперхероји како су сви очекивали. |                          |                    |                                            |

## Критике
Тајмс дао је рецензију четири од пет звезда, називајући серију типичним британским хумором и да гледаоци канала Е4 треба да буду срећни. 
Гардијанов рецензент за штампу Тим Даулинг био је одушевљен рекавши: "Серија је заистаа блесава - али је такође сјајна: оштра, смешна, мрачна и, на неким местима, прилично освежавајућа. И писање и глума осигуравају да све осим претпостављене средишње премисе остане у потпуности реално". 

## Награде
Године 2010. је серија освојила награду за најбољу драму БАФТА-е.  Лорен Соча је освојила на истој додели награда награду за најбољу глумицу. 

## Филм
Ховерман је наводно написао сценарио и за филм Неприлагођених. Глумац Иван Реон је изјавио да ће се филм "врло вероватно" догодити ако поново могу да уједине глумце и да би био "идиот ако се не врати". 
Глумица Антонија Томас је 2014. године изјавила да да се филм вероватно неће догодити: „Било је свакаквих разговора о томе. Читали смо скрипте и мислим да се то сада не догађа, нисам чула ништа. Мислим да је једноставно тешко све окупити поново. Сви ради различите ствари. Можда су сви кренули даље, не знам. Никад не кажем никада али ништа нисам чула о томе у скорије време. " 
Иван Реон је касније прокоментарисао: "Изгледало је као да ће се то заиста догодити у једној фази, али сада је све то пропало. Не знам тачно зашто или шта се догађа. Било би лепо то учинити за стара времена. Прошло је доста времена од када смо то урадили и било би лепо поново радити са истим глумцима. "